# Алитус
Алиту̀с (на литовски: Alytus; на полски: Olita; на руски: Олита) е град в Южна Литва.
Административен център е на Алитуски окръг, както и на районната Алитуска община, без да е част от нея. Самият град е обособен в самостоятелна градска община с площ 48 км2.

## История
Селището е споменато за пръв път в хрониката на тевтонския историк Виганд фон Марбург през 1377 г.
Получава градски права през 1581 г. от литовския велик княз Степонас Баторас.

## География
Градът е неофициална столица на историко-етнографската област Дзукия. Разположен е край река Неман на 105 km югозападно от Вилнюс и 69 km южно от Каунас.
Населението на града възлиза на 66 828 души (2010). Гъстотата му е 1392 души/2. Демография:
- 1823 – 600 души
- 1886 – 1769 души
- 1923 – 6322 души
- 1939 – 9207 души
- 1959 – 12 300 души
- 1970 – 28 165 души
- 1989 – 73 015 души
- 2001 – 71 491 души
- 2010 – 66 828 души
- 2018 – 51 561 души[1]

## Деление
Административно градът е разделен 7 микрорайона: Алитус I, Видзгирис, Дайнава, Ликишкеляй, Путинай, Сенаместис.

## Спорт
Градът е дом на няколко спортни клуба.
| Футбол - Алитис - Дайнава (Алитус) - Видзгирис (Алитус) | Баскетбол - Алита (Алитус) - Алитус |

## Градове-партньори
| - Бердичив, Украйна - Ботширка, Швеция - Цесис, Латвия - Сан Мартин, Аржентина - Лида, Беларус - Мандал, Норвегия | - Næstved, Дания - Ополе, Полша - Остроленка, Полша - Руан, Франция - Сувалки, Полша - Петрозаводск, Русия |

## Личности
Родени в града
- Ромас Каланта – литовски герой
- Юргита Щреймиките-Вирбицкене – литовска баскетболистка
- Гинтарас Стауче – литовски футболист
- Алвидас Петкевичус – литовски художник
- Алвирас Йегелевичус – литовски композитор
- Валдемарас Мартинкенас – литовски футболист, национал
- Алфонсас Малдонис – литовски поет и преводач
- Юргис Кунчинас – литовски писател
- Жидрунас Карчемарскас – литовски футболист, национал

## Фотогалерия
- Градският парк
- Църква „Ангелу Саргу“
- Църква „Св. Казимеро“
- Църква „Св. Людвико“
- Река Неман
- Микрорайон „Дайнава“